# Procamallanus pereirai
Procamallanus pereirai is een rondwormensoort uit de familie van de Camallanidae. De wetenschappelijke naam van de soort is voor het eerst geldig gepubliceerd in 1946 door Annereaux.